# Sycyna Północna
Sycyna Północna – wieś w Polsce, w województwie mazowieckim, w powiecie zwoleńskim, w gminie Zwoleń.
W skład sołectwa Sycyna wchodzą: Sycyna Południowa, Sycyna Północna, Sycyna-Kolonia oraz Drozdów.
Sycyna Północna leży przy drodze krajowej nr 79, w odległości około 5 km na południe od centrum Zwolenia.
W latach 1975–1998 miejscowość administracyjnie należała do województwa radomskiego. Sycyna historycznie stanowi część Małopolski.
Wierni Kościoła rzymskokatolickiego należą do parafii Niepokalanego Poczęcia Najświętszej Maryi Panny w Jasieńcu Soleckim.

## Historia
Pierwsza wzmianka dotycząca wsi pochodzi z 1191 (nazwa Szyczyny). Pierwszym znanym dziedzicem Sycyny był w 1418 Mikołaj de Szycina. W 1470 wieś opisał Jan Długosz. Od 1525 wieś należała do rodziny Kochanowskich, została zakupiona przez Piotra Kochanowskiego. W Sycynie przyszli na świat poeci:
- Jan Kochanowski w 1530
- Piotr Kochanowski w 1566.

W styczniu 2002 roku rozporządzeniem ministra spraw wewnętrznych i administracji Sycyna została podzielona na Sycynę Północną i Sycynę Południową.

## Zabytki
- Kapliczka upamiętniająca bitwę pod Chocimiem (1621), w okolicy miejsca położenia nieistniejącego dworu Kochanowskich[9].
- Zespół dworski, XIX-XX, nr rej.: 430/A z 16.05.1990:[10]
  - oficyna (ruina trwała)
  - spichrz (młyn)
  - wiata magazynowa (wozownia)
  - pozostałości parku
- Fundamenty dworu Kochanowskich (stanowisko Przy Stawach), 20×14 metrów, zbudowany w XV wieku, przebudowany w XVI wieku. Tutaj wychowywał się Jan Kochanowski do czasów studiów w Akademii Krakowskiej. Na podstawie analizy wątków architektonicznych, układu warstw i datowania odkrytych zabytków określono fazy funkcjonowania zespołu i ustalono ich datowanie. Odkryty dwór był budowlą jednopiętrową i miał charakter mieszkalno-reprezentacyjny. Chronologia zabytków wskazuje czas powstania dworu – najwcześniej w XV wieku. Budynek został więc zbudowany przed 1530, czyli datą urodzenia Jana Kochanowskiego[11]. W XVIII wieku przebudowany na budynek gospodarczy. W XIX wieku zbudowano na jego miejscu dwór Czaplińskich, zburzony w latach 70. XX wieku. W 2011 roku uczytelniono fundamenty dworu z XVI wieku, a w 2012 roku zrekonstruowano park.